# 喀纳斯湖水怪
喀纳斯湖水怪，是据传生活在中国新疆维吾尔自治区喀纳斯湖中的不明生物。与世界各地的其它湖怪不同，喀纳斯湖水怪并非传说的爬虫类或哺乳类，而类似于鱼类的生物。在常见的理论中喀纳斯湖水怪被认为可能是巨型哲罗鲑。曾在新疆北部调查过鱼类、主持编写《新疆鱼类志》（1979 年版）的鱼类学家李思忠在与方芳 等考察过喀纳斯湖之后认为，人们传言所见的“大红鱼”为哲罗鲑鱼群，而非其个体。

## 当地传闻
据当地的图瓦人称，在许久以前，当地就有巨型水怪吞噬岸边牛马的传说。到了1931年，首次出现目击记录，据说当地一位蒙古牧民在湖边目击到了几十个类似于鱼类的巨型水怪。 据传闻，当地图瓦人曾组织过猎捕湖怪的行动，但均以失败告终。最近一次是在80年代，当地两名图瓦族猎人试图捕捉他们，结果永远消失在水怪经常出没的地方。

## 考察与目击案例
1980年，新疆维吾尔自治区人民政府和多家科研单位组成一支的喀纳斯综合考察队前往喀纳斯地区，考察队为寻找到水怪曾经在湖面上布置了一条上百米长的大网，但第二天大网消失得无影无踪。三天后，有人在撒网处上游两公里的地方，无意间发现了考察队所设的鱼网，拖上来后已被搅成了一团，还撕开了一个大口子。考察队曾怀疑是水怪所为，但经过个多月的考察，并未发现水怪的影子。
1985年，为在喀纳斯成立自然保护区，当地再次在喀纳斯湖地区组织一次大型的综合性考察，这次科考队在湖面上目击到了超过10米的巨型红鱼。发巨型红鱼后的第三天，两名科考队员用一个特大号鱼钩挂上一只大羊腿和一根长约2.8米木作浮漂去钓鱼。 在捕捉过程中水面下虽有鱼游游动，但没有一个咬钩。只是看见有一条大鱼经过浮漂旁边并排游过去，长度大约是浮标的三倍（也就是说长度接近9米），而科考队发现的最大的大鱼竟长达15米。这次考察证实了水怪的传闻，并猜测水怪就是哲罗鲑，这次首次留下了喀纳斯湖水怪完整的影像记录。考察结束后领队的新疆大学生物系的教授向礼陔写了一篇论文，把这一发现公布于众。论文一发表立刻在国内外引起轰动。
1988年7月，中国科学院动物研究所鱼类学家李思忠与方芳等前往喀纳斯湖考察，曾在观鱼亭用望眼镜观测到“有时相合，有时分离，很模糊”的大红鱼暗影，认为可能为哲罗鲑鱼群；鱼个体长度不可能超过4—5米。 1988年7月12日，中国水产科学研究院教授任慕莲带领一支考察队来到了喀纳斯湖进行了为期两个月考察，任慕莲他们的结论是这里的哲罗鲑的长度不会超过四米。 此后，目击事件似乎也随着他们考察结束而逐渐冷淡下来。
2005年6月7日，一艘满载游客的游艇进入湖区游玩，途径游览三道湾附近时，离船200多米远的水面上突然激起1米多高，20多米长的浪花。浪花过后乘船的人们发现离船不远处的水面下出现了一个巨大的身影，快速的向湖心方向游动。
2012年6月21日，新疆喀纳斯景区工作人员王宏桥等人在喀纳斯湖边观鱼台山顶拍到水怪的画面。次日，这段视频在央视《东方时空》节目播出。
2013年9月，游客在拍攝一段2分鐘影響，影響顯示一群白色不明生物在湖中游動。
据中国科学院、中国水产科学研究院等机构学者或科学团队数次考察，在喀纳斯湖水体中，除“大红鱼”外，无其他大型水生生物被发现。因此，传说中的哈纳斯“湖怪”非“大红鱼”莫属；而喀纳斯湖中不可能生活着10米长的巨型“大红鱼”。

## 另请参见
- 喀纳斯湖#脚注
- 忒提斯湖怪物